# Андрес Бељо
Андрес Бељо, односно Андрес де Хесус Марија и Хосе Бељо Лопес (Andrés de Jesús María y José Bello López) рођен је у Каракасу (Венецуела) 29. новембар 1781, а преминуо у Сантјагу (Чиле) 15. октобра 1865. године. Био је венецуелански песник, правник, филолог и један од најзначајнијих хуманиста Латинске Америке. Био је учитељ и пријатељ Симона Боливара (Simón Bolívar). Залагао се за независност Венецуеле, у којој су се крајем 18. и почетком 19. века појавиле тежње за стварањем слободне републике, тј. борба против тираније.
Првих 29 година свог живота проводи у родном Каракасу. Године 1810. одлази у Лондон и тамо борави до 1829, када се сели у Чиле, где је објавио своја најзначајнија дела.

## Венецуела, 1781 – 1810
Каракас је у то доба био један од најразвијенијих градова шпанске империје у Америци. Бељо је живео у кући свога деде Хуана Педра Лопеса, са својим родитељима, Аном Антонијом Лопес и Бартоломеом Бељом. Кућа се налазила поред манастира у оквиру кога се налазила библиотека, где се код Беља први пут јавља његова љубав према читању, латинском језику и књижевности.
Још одмалена гајио је огромну страст ка писању. Са својих 15 година превео је пету књигу Вергилијеве Енејиде. Од 1796. изучавао је друштвене науке на Универзитету у Каракасу, где је стекао одлично знање кастиљанског, енглеског и латинског језика, као и интересовање за бављењем филозофијом, писањем и науком. Након четири године, 14. јуна 1800. године, дипломирао је на истом универзитету. Те године је у једној експедицији упознао великог научника и прородњака Александра фон Хумболта, који је успео да га још више заинтересује за географију.
Бавио се и језичким истраживачким радом. Био је самоук, самостално је учио енглески и француски језик. Пошто је долазио из скромне породице, делимично је финансирао своје студије тако што је држао приватне часове. Касније ће један од Бељових ученика бити и Симон Боливар, будући вођа револуционарног ослободилачког покрета. Осим ових активности, које су укључивале проучавање енглеског и француског језика, Беља је привлачило писање, па је писао поетска дела и био је члан књижевног скупа Франсиска Хавијера Устариса. Постаје млади књижевник на кога утиче неокласицизам.
У својој двадесетој години добио је прву јавну функцију поставши други званичник секретаријата Генералне капетаније Венецуеле. Од тада па све до 1810. године не постоји нити један културни или јавни догађај у коме Бељо није имао улогу. Године 1804. у Каракас је стигао покрет вакцинације, а Бељо је 1807. године постављен за политичког секретара Одбора вакцинације. Вакцинација против великих богиња тада је била од велике важности, јер су још од 16. века богиње у Венецуели представљале велико зло.
Година 1806. је веома значајна за Венецуелу јер тада ирски новинари Матео Галагер и Џејмс Лам отварају прву штампарију у Венецуели. Штампарија се појављује веома касно с обзиром на то да прва штампарија у Америци датира још из 1539. године. Ту је 1808. године почео да се штампа часопис „Каракашка газета” (La Gazeta de Caracas), а Андрес Бељо је именован за првог уредника овог часописа, због својих достигнућа и угледа.
Тих година Бељо је почео да се интересује за историју, историографију и граматику. Његови радови су записани и објављене су бројне књиге, међу којима је и књига „Кратак преглед историје Венецуеле” (Resumen de la historia de Venezuela).

## Енглеска, 1810 – 1829
Одлучујући моменат у животу и каријери Андреса Беља била је одлука Војне хунте да га 19. априла 1810. пошаље у Лондон, јер је знао енглески и већ је имао поштовање својих савременика, у дипломатску мисију са задатком да задобије подршку енглеске владе у борби за венецуеланску независност.
Енглеска корвета (ратни брод) генерала Велингтона испловила је 10. јуна 1810. са посадом коју су чинили и Симон Боливар и Луис Лопес Мендес (Luis López Méndez), по одлуци Војне хунте. Боливар се убрзо вратио у Каракас, да би преводио војне трупе, а Лопес Мендес и Бељо су остали у Лондону. Живели су код свог пријатеља Франсиска де Миранде (Francisco de Miranda), који се брзо прикључио дружини, претходно задужен да им помаже док су у Лондону. Оно што Бељо није знао јесте да ће га ово путовање удаљити заувек од родне земље, а да ће наредних 19 година провести у Лондону, иако је ово требало да буде само посета.
Петог јула 1811. године је Венецуела прогласила независност, па су њих двојица постали амбасадори Венецуеле, тј. представници њихове владе у Енглеској. Годину дана касније Шпанија поново иде у освајања, па обојица остају без помоћи домовине. Тада је почео период десетогодишње немаштине за Беља, који није могао да оде у Венецуелу јер је био оптужен за издају пред војним судом. Све до 1822. године није се бавио политиком и није могао да се врати у Хиспанску Америку, али је то покушао 1814. пославши захтев влади Провинција реке Ла Плата да га пребаце у Буенос Ајрес, а сличан захтев шаље 1815. године влади колумбијског департмана Кундинамарка. Други захтев је био пресретнут и никада није стигао до владе.
Година 1814. је битна и за његов приватан живот јер се венчао са двадесетогодишњом Мери Ен Бојленд, са којом је имао три сина. Она умире седам година касније. Већ 1824. се оженио Елизабетом Антонијом Дан, двадесетогодишњакињом са којом је имао дванаесторо деце и с којом је провео остатак свог живота.
Док није могао да се бави политиком, живео је од предавања француског и шпанског, транскрипције манускрипта енглеског филозофа Џеремија Бентама, превођења дела познатих енглеских писаца и подучавања деце Вилијама Ричарда Хамилтона, другог секретара Министарства спољних послова. Радио је још и за Националну библиотеку и музеј у Лондону. Међутим, ово је такође био период када је много учио, читао и радио, јер је био окружен бројним интелектуалцима из Енглеске, Шпаније и Хиспанске Америке. Сви они су емигрирали управо за време апсолутистичког политичког режима у периодима 1814–1820. и 1823–1833.
Тек 1822. године је могао да се врати служби и постао је привремени секретар посланства Чилеа у Лондону. Радио је за Антонија Хосеа де Ирисарија (Antonio José de Irisarri). С њим је претходно радио у часопису „Амерички цензор” (El Censor Americano). Године 1820. је заједно са Хуаном Гарсијом дел Риом (Juan García del Río) учествовао у издавању часописа „Америчка библиотека” (Biblioteca Americana) и „Амерички репертоар” (Repertorio Americano), у оквиру рада за Друштво Американаца у Лондону, које је помогао да се оснује. У овим часописима су излазиле његове збирке, научна дела и критике, а и радови у којима се бавио средњовековним делима, као што је „Спев о Сиду” (Cantar de mio Cid). Часописи су уједно и промовисали америчке државе и требало је да још више заинтересују европске народе за Америку преко занимљивих чланака о њиховој историји, култури, традицији, обичајима и језику.

## Чиле, 1829 – 1865
Андрес Бељо се са породицом враћа на амерички континент 25. јуна 1829. године. Долази у Чиле, где остаје до смрти. Боравак у Чилеу је позитивно утицао на његово стваралаштво будући да је управо ту написао нека од својих најпознатијих дела.
По доласку почиње да ради у Министарству спољних послова Чилеа, на позицији која би данас одговарала позицији подсекретара. Наредне године постаје један од уредника новооснованог часописа „Араукано” (El Araucano), где пише рубрике о култури, тј. позоришне критике. Осим тога, ради као ректор у једној школској установи у Сантјагу, а даје и приватне часове у својој кући и подучава ученике римском праву. Предложио је и отварање школе за учитеље и стварање недељних курсева за све раднике. Године 1832. врши огроман утицај на интелектуални развој Чилеа предлажући планове и програме свих школских установа у земљи, а као знак захвалности Национални конгрес Чилеа му додељује чилеанско држављанство за све доприносе из домена хуманистичких наука. Године 1837. изабран је за сенатора и на тој позицији остаје све до 1864, будући да је још у два наврата био биран. Деветнаестог новембра 1842. године основао је Универзитет у Чилеу, чији је био ректор све до смрти 1865. године. Створио је универзитет по узору на енглеске, немачке и француске универзитете, али прилагођен заједничким потребама чилеанског и латиноамеричког становништва.
До 1850. године, са скоро 70 година, радио је у исто време као ректор универзитета, као подсекретар Министарства иностраних послова и владин саветник, као сенатор, уредник часописа, а поред тога, интензивно је радио на састављању Грађанског законика и писао многа друга дела из области права и филологије.
Бељово богато знање о међународним односима омогућило му је да буде изабран за арбитра у решавању спорова између Сједињених Америчких Држава и Еквадора 1864. године и Колумбије и Перуа 1865, с тим што у овом последњем није учествовао будући да је био исувише болестан.

## Значајна дела
На Бељов стил писања највише су утицали антички писци, посебно Вергилије и Хорације, чија дела је читао одмалена. Такође, примећује се утицај романтизма, а самим тим и средњовековне књижевности, нарочито „Спева о Сиду”. Иако за Беља кажу да спада у неокласичаре, стил му је врло субјективан јер на њега утиче европски романтизам. Језик који користи у делима се усавршава по доласку у Лондон, а стил писања му постаје доста зрелији.
Од његових песама истиче се збирка La Alocución a la poesía. Прославиле су га Silva americana и Silva a la agricultura de la zona tórrida, две песме инспирисане Вергилијевим делима и написане током боравка у Енглеској, које осликавају величанствен пејзаж Јужне Америке. Ово су једне од најпознатијих песама из 19. века у Хиспанској Америци.
Андрес Бељо је умногоме допринео формирању шпанског језика. У априлу 1847. године објављује „Граматику шпанског језика” (Gramática de la Lengua Castellana destinada al uso de los americanos), која је доста утицала на „Граматику шпанског језика” Шпанске краљевске академије, чији је почасни члан постао 1851. године. Неки стручњаци сматрају да је ово једна од најбоље написаних модерних граматика не само шпанског већ било ког језика. Поред граматике, написао је и следећа дела из области језика и књижевности:
- „Основи ортоепије и метрике” (Principios de ortología y métrica), 1835.
- „Латинска граматика” (Gramática latina), 1846.
- „Историја књижевности” (Historia de la literatura), 1850.

Најзначајније Бељово дело из области права је свакако чилеански Грађански законик (El Código Civil), објављен 1855. године. Овај законик је био усвојен и у Колумбији и Еквадору и имао је исти значај за Јужну Америку као Наполеонов кодекс за Европу. Поред овог, треба навести и дело „Основи људских права” (Principios de derecho de gentes) из 1832. године и његово допуњено издање „Основи међународног права” (Principios de derecho internacional) из 1844. године. Бељо се сматра првим писцем међународних људских права на шпанском језику.
Од филозофских, важно је дело „Филозофија схватања” (Filosofía del Entendimiento), постхумно објављено 1881. године, које је истакнути шпански филолог Марселино Менендес и Пелајо (Marcelino Menéndez y Pelayo) сматрао најбољим делом овог жанра на америчком континенту.
Андрес Бељо је био и преводилац. Преводио је дела са латинског, француског, енглеског и других језика.